# Enriquillo (República Dominicana)
Enriquillo es un municipio de la República Dominicana, que está situado en la provincia de Barahona.aunque en el pasado Enriquillo era una comunidad  perteciente a la provincia Pedernales

## Límites
Municipios limítrofes:
| Noroeste: Pedernales | Norte: municipios Polo y Paraíso             |                                     |
| Oeste: Pedernales    |                                              | Este: provincia Barahona Mar Caribe |
|                      | Sur: municipios Oviedo y juancho(Pedernales) |                                     |

## Distritos municipales
Está formado por los distritos municipales de:
| Nombre       | Código   |
| ------------ | -------- |
| Enriquillo   | 06040301 |
| Arroyo Dulce | 06040302 |